# Jacques Bazin de Bezons
Pour les articles homonymes, voir Bazin et Bezons (homonymie).
Jacques Bazin de Bezons, marquis de Bezons, né le 14 novembre 1646 à Paris et mort le 22 mai 1733 à Paris. Il est maréchal de France et gouverneur de Cambrai. Jacques Bazin est également conseiller d’État et intendant du Languedoc.

## Biographie

### Origine et famille
Second fils de Claude Bazin de Bezons, conseiller d’État et frère de l'archevêque Armand Bazin de Bezons. 
Il épouse Marie-Marguerite (fille d'Antoine Le Menestrel ( † 1700), seigneur de Hauguel, grand audiencier de France, secrétaire du roi) qui lui apporte 200 000 livres de dot et lui donne :
- Suzanne (° 23 février 1695 † 19 juin 1726), mariée avec le maréchal de La Tour-Maubourg, dont postérité ;
- Marguerite Marie (° 2 novembre 1696 † 22 mars 1722), mariée avec Jean-Claude de Lastic (vers 1690-1753), marquis de Saint-Jal, dont postérité ;
- Jeanne Louise (° 3 septembre 1698 † décembre 1723 - couvent de Bonsecours), religieuse bénédictine au couvent de Bonsecours, rue de Charonne ;
- Louis Gabriel (° 1er janvier 1700 † 22 juillet 1740), marquis de Bezons, mestre de camp du régiment de Dauphin-Étranger cavalerie ; gouverneur des ville et citadelle de Cambrai, marié avec Marie Anne Besnard de Maisons (1706-1740), dont postérité ;
- Armand (° 30 mars 1701 - Paris † 11 mai 1778 - Carcassonne), 63e abbé commendataire de Lagrasse (1721-1778), évêque de Carcassonne (1730-1778, sacré en 1731) ;
- Catherine Scholastique (° 10 février 1706 † 29 décembre 1779 - Thury-Harcourt), vicomtesse de Mably, mariée Hubert François d'Aubusson, comte de La Feuillade (1707-1735), dont postérité ;
- Jacques Étienne (° 13 décembre 1709 † 3 février 1742 - Paris), capitaine au régiment de Dauphin-Étranger cavalerie, puis colonel du régiment de Beaujolais Infanterie (1734), sans alliance.

### Carrière militaire
Il sert en 1667 sous les ordres du maréchal Schomberg. L'année suivante, il participe avec le duc de la Feuillade à l'expédition de Candie. Promu capitaine de cuirassiers, il participe au passage du Rhin et est grièvement blessé lors de la bataille de Seneffe. En 1675 il devint Mestre de camp du Royal-Navarre, devenu brigadier en 1688, il commande le corps de réserve à la bataille de Steinkerque et à la bataille de Neerwinden (1693). En 1701, il combat en Allemagne et en Italie (bataille de Chiari). En 1702, il devient lieutenant-général. Il participe à la bataille de Luzzara et au siège de Governolo. Le commandement de Mantoue et de l'Armée du Pô inférieur lui sont confiés. En 1704, il est aux sièges de Verceil et d'Ivrée. En 1708, il va en Espagne et assiste à la prise de Tortosa. Nommé maréchal en 1709, il ne parvient pas à empêcher le général Starhemberg de prendre Balaguer. En 1711, il est chargé conjointement avec le maréchal d'Harcourt de commander l'Armée française en Allemagne.
Ses faits d'armes furent récompensés par la croix de l'Ordre de Saint-Lazare de Jérusalem (1674), par la grand-croix de Saint-Louis (1704), le bâton de maréchal de France (1709), le cordon bleu de l'Ordre du Saint-Esprit. En outre, il est fait chevalier de l'Ordre de la Toison d'or en 1710 par le roi Philippe V. Il fut membre du Conseil de régence à la mort de Louis XIV.

## Armoiries
| Figure | Blasonnement                    |
|        | D'azur, à trois couronnes d'or. |